# Heterolaophonte
Heterolaophonte är ett släkte av kräftdjur. Heterolaophonte ingår i familjen Laophontidae.

## Dottertaxa tillHeterolaophonte, i alfabetisk ordning[1][2]
- Heterolaophonte australis
- Heterolaophonte bisetosa
- Heterolaophonte brevipes
- Heterolaophonte campbelliensis
- Heterolaophonte curvata
- Heterolaophonte denticulata
- Heterolaophonte discophora
- Heterolaophonte exigua
- Heterolaophonte furcata
- Heterolaophonte hamatus
- Heterolaophonte hamondi
- Heterolaophonte insignis
- Heterolaophonte laurentica
- Heterolaophonte littoralis
- Heterolaophonte longisetigera
- Heterolaophonte manifera
- Heterolaophonte medax
- Heterolaophonte mendax
- Heterolaophonte minuta
- Heterolaophonte noncapillata
- Heterolaophonte norvegica
- Heterolaophonte oculata
- Heterolaophonte parasigmoides
- Heterolaophonte pauciseta
- Heterolaophonte phycobates
- Heterolaophonte pygmaea
- Heterolaophonte quinquespinosa
- Heterolaophonte rottenburgi
- Heterolaophonte sigmoides
- Heterolaophonte stroemi
- Heterolaophonte stromi
- Heterolaophonte tenuispina
- Heterolaophonte uncinata
- Heterolaophonte variabilis
- Heterolaophonte wellsi